# أولف هولم
أولف هولم (بالسويدية: Ulf Holm)‏ هو سياسي سويدي، ولد في 4 يونيو 1969 في لوند في السويد. حزبياً، نشط في حزب الخضر. وقد انتخب عضو في البرلمان الأوروبي عن دائرة السويد ‏ لترشحه ضمن  قائمة حزب الخضر، وقد انضم خلال فترته النيابية (9 أكتوبر 1995 – 19 يوليو 1999)  للكتلة البرلمانية المجموعة الخضراء في البرلمان الأوروبي ‏ وانتخب عضو البرلمان السويدي ‏.